# ATP Challenger Les Franqueses del Vallès
Das ATP Challenger Les Franqueses del Vallès (offizieller Name: Challenger 75 Club Tennis Els Gorchs) war ein 2023 einmalig ausgetragenes Tennisturnier in Les Franqueses del Vallès, Spanien. Es war Teil der ATP Challenger Tour und wurde im Freien auf Hartplatz ausgetragen.

## Liste der Sieger

### Einzel
| Jahr | Sieger       | Finalgegner  | Ergebnis       |
| ---- | ------------ | ------------ | -------------- |
| 2023 | Hugo Grenier | Billy Harris | 3:6, 6:1, 7:63 |

### Doppel
| Jahr | Sieger                                         | Finalgegner             | Ergebnis |
| ---- | ---------------------------------------------- | ----------------------- | -------- |
| 2023 | Anirudh Chandrasekar N. Vijay Sundar Prashanth | Purav Raja Divij Sharan | 7:5, 6:1 |